# دسته متحرک
دستهٔ متحرک (یا دسته متحرک هِنری) (mobile wad of Henry) گروهی از سه ماهیچه زیر است که در قسمت جانبی ساعد یافت می‌شوند:
- ماهیچه بازویی‌زبرزندی (براکیورادیالیس)
- ماهیچه کوتاه بازکننده مچ به زند بالایی (اکستانسور کارپی رادیالیس برویس)
- ماهیچه دراز بازکننده مچ به زند بالایی (اکستانسور کارپی رادیالیس لونگوس)

گاهی به این دسته از ماهیچه‌ها، «دستهٔ سه»، «محفظه جانبی»، یا «گروه زِبَرزَندی» ساعد نیز می‌گویند.

## کارکرد
این سه ماهیچه به عنوان خم‌کننده در مفصل آرنج عمل می‌کنند.
ماهیچه‌های کوتاه و دراز بازکننده مچ به زند بالایی هر دو خم‌کننده ضعیفی در مفصل آرنج هستند. ماهیچه کوتاه بازو را از ابداکشن اولنار به حالت میانی حرکت می‌دهد و به سمت پشت خم می‌شود. ماهیچه دراز یک پروناتور ضعیف در بازوی خم‌شده و یک ماهیچه برون‌گردان (سوپیناتور) در بازوی کشیده‌است. در مفاصل کارپ، ماهیچه دراز در دورسی‌فلکشن با ماهیچه بازکننده مچ به زند پایینی (اکستانسور کارپی اولناریس) و در ابداکشن زند زبرین با ماهیچه خم‌کننده مچ به زند زبرین (فلکسور کارپی رادیالیس) عمل می‌کند. به این دو عضله «گره‌کننده مشت‌ها» می‌گویند، زیرا باید در حین فشردن کمی به سمت پشت خم شوند تا حداکثر خم شدن را فراهم کنند.
ماهیچه بازویی‌زبرزندی (براکورادیالیس) به صورت دیستال در انتهای زند زبرین وارد می‌شود، بنابراین، بر خلاف دو ماهیچه قبلی، فقط روی ساعد عمل می‌کند. ساعد را در موقعیت میانی بین سوپیناسیون و پروناسیون قرار می‌دهد و در این حالت به عنوان خم کننده عمل می‌کند. در حرکات آهسته و در ساعد به پشت بازو دارای حداقل عمل خم کننده است.

## یادداشت
1. ↑  Baek 2004, pp 508–509
2. ↑  Biel 2019, p138
3. ↑  DuParc 2003, 55–030–A-10
4. ↑  Platzer 2004, p 164